# Blake Masters
Blake Gates Masters (* 5. srpna 1986 Denver) je americký podnikatel a autor. Jako člen Republikánské strany je také kandidátem do federálního senátu ve volbách v roce 2022 za Arizonu.
Vystudoval nejprve bakaláře politologie na Stanfordově univerzitě a následně získal titul doktora práv na její právní fakultě. Během studia se potkal s Peterem Thielem a vydali spolu na podkladě Thielových přednášek v roce 2014 knihu Od nuly k jedničce. Úvahy o startupech aneb jak tvořit budoucnost. Pracoval pak řídících pozicích v Thielových společnostech, mj. investiční Thiel Capital a nadační Thiel Foundation.